# عدوى الجلد
عدوى الجلد هي عدوى تصيب الجلد عند البشر والعديد من الحيوانات، ويمكن أن تؤثر أيضًا على الأنسجة الرخوة المصاحبة مثل النسيج الضام الرخو والأغشية المخاطية.  وهي تشتمل على فئة من العدوى تسمى التهابات الجلد وبنية الجلد (SSSIs)، أو عدوى الجلد والأنسجة الرخوة (SSTIs)، والتهابات الجلد والأنسجة الرخوة (ABSSSIs). تتميز عن التهاب الجلد ( التهاب الجلد). على الرغم من أن الالتهابات الجلدية يمكن أن تؤدي إلى التهاب الجلد.

## الأسباب

### جرثومي

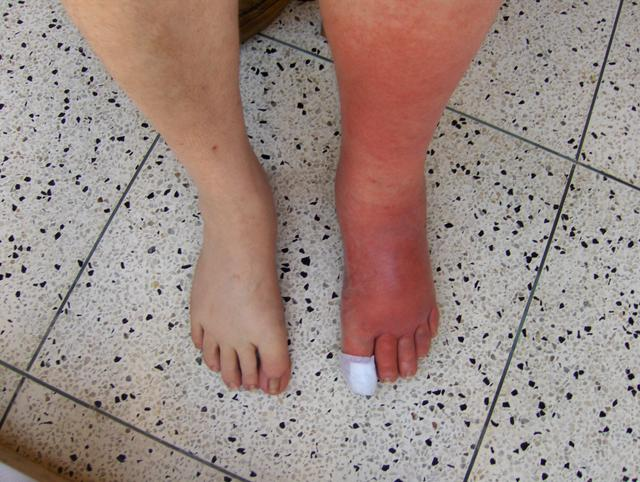
مثال على التهاب النسيج الخلوي يظهر 3+ وذمة في الساق اليسرى

أصابت عدوى الجلد البكتيرية حوالي 155 مليون شخص، وحدث التهاب النسيج الخلوي في حوالي 600 مليون شخص في عام 2013. تشمل التهابات الجلد البكتيرية ما يلي:
التهاب النسيج الخلوي، التهاب منتشر في النسيج الضام مع التهاب حاد في طبقات الجلد وتحت الجلد.
الحمرة، عدوى حادة تصيب البشرة العميقة غالبًا مع انتشار اللمفاوي، وتحدث بشكل حصري تقريبًا عن بكتيريا العقدية الحالة للدم بيتا.
التهاب الجريبات، عدوى تصيب بصيلات الشعر.
القوباء، وهو مرض شديد العدوى (عدوى بكتيرية حادة للجلد وبنية الجلد) شائع بين الأطفال في سن ما قبل المدرسة، ويرتبط في المقام الأول بمسببات الأمراض العنقودية الذهبية والبكتيريا المقيحة.

### فطري
الالتهابات الجلدية الفطرية قد يقدم إما سطحية أو عميقة عدوى الجلد، والشعر، و / أو المسامير. الورم الفطري هو مجموعة واسعة من الالتهابات الفطرية التي تنشأ بشكل مميز في الجلد والأنسجة تحت الجلد للقدم. إذا لم يتم علاجها بشكل مناسب وفي الوقت المناسب، يمكن أن تمتد عدوى المايستوما إلى الأنسجة العميقة مثل العظام والمفاصل مسببة التهاب العظم. يمكن أن يستلزم التهاب العظم والنقي الشديد استئصال عظمي جراحيًا وحتى بتر الأطراف السفلية. اعتبارًا من عام 2010، أثروا في حوالي مليار شخص على مستوى العالم.

### طفيلي
تحدث الإصابة الطفيلية للجلد بسبب العديد من الكائنات الحية، بما في ذلك الديدان الحلقية، المفصليات، مرجانيات، الفقاريات، القراصات، البكتيريا الزرقاء، شوكيات الجلد، الديدان الممسودة، الديدان المسطحة، البروتوزوا.

### منتشر
الأمراض الجلدية المتعلقة بالفيروسات التي تسببها هذه العوامل الملزمة داخل الخلايا مشتقة من كل من فيروسات الحمض النووي والحمض النووي الريبي.